# Hyalella montezuma
Espèce
Hyalella montezuma est une espèce de crustacés amphipodes de la famille des Hyalellidae.

## Distribution
Cette espèce est endémique du lac naturel limnocrène Montezuma situé dans le désert d'Arizona.

## Publication originale
- Cole & Watkins, 1977 : Hyalella montezuma, a new species (Crustacea: Amphipoda) from Montezuma Well. Hydrobiologica, vol. 52, n. 2/3, p. 175-184.